# Csillaghúr

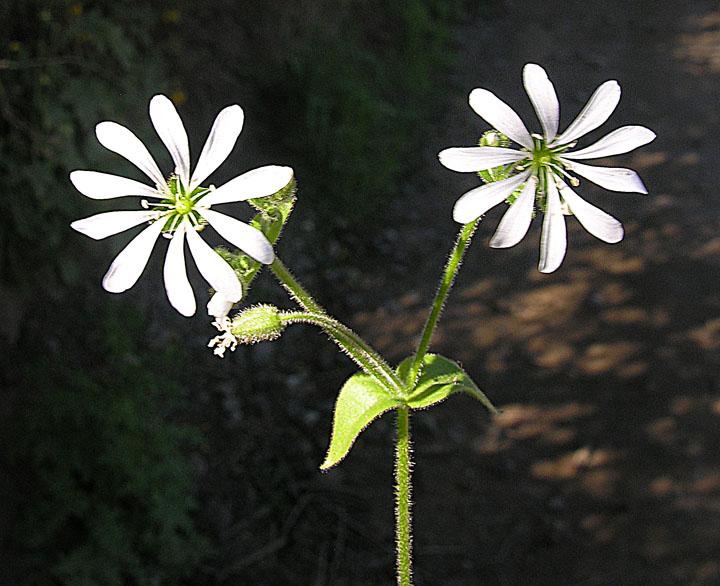
Stellaria arvalis

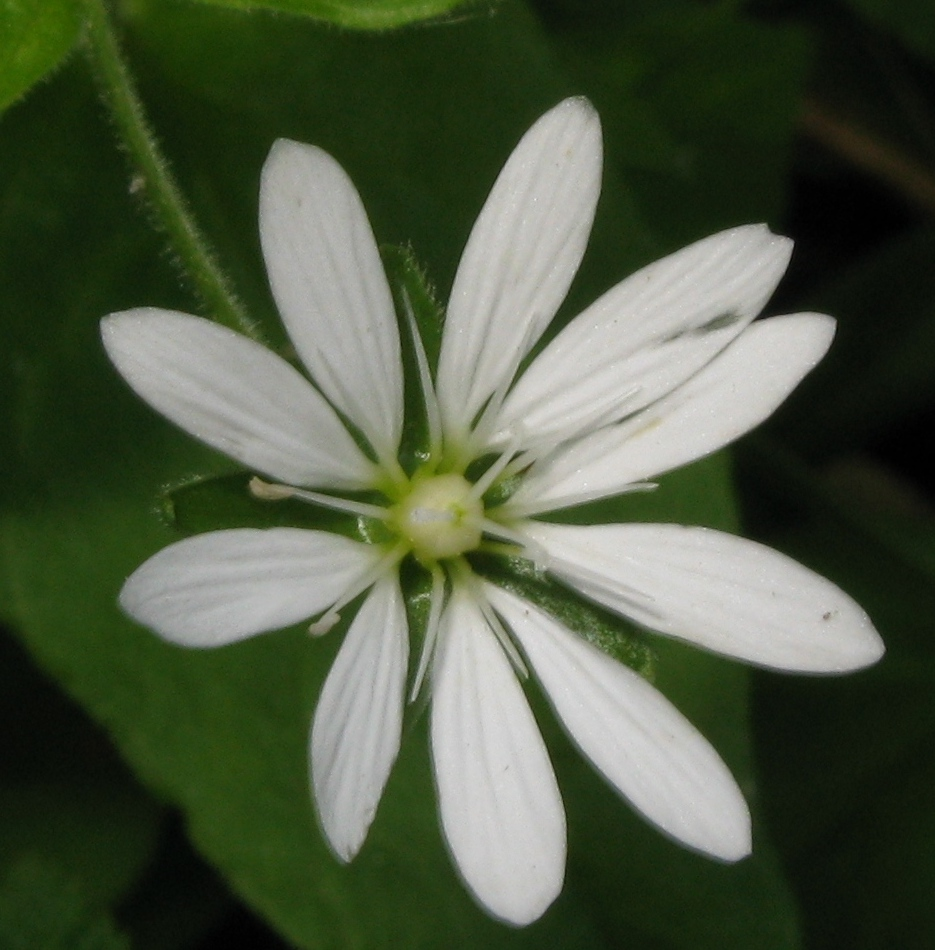
Stellaria bungeana

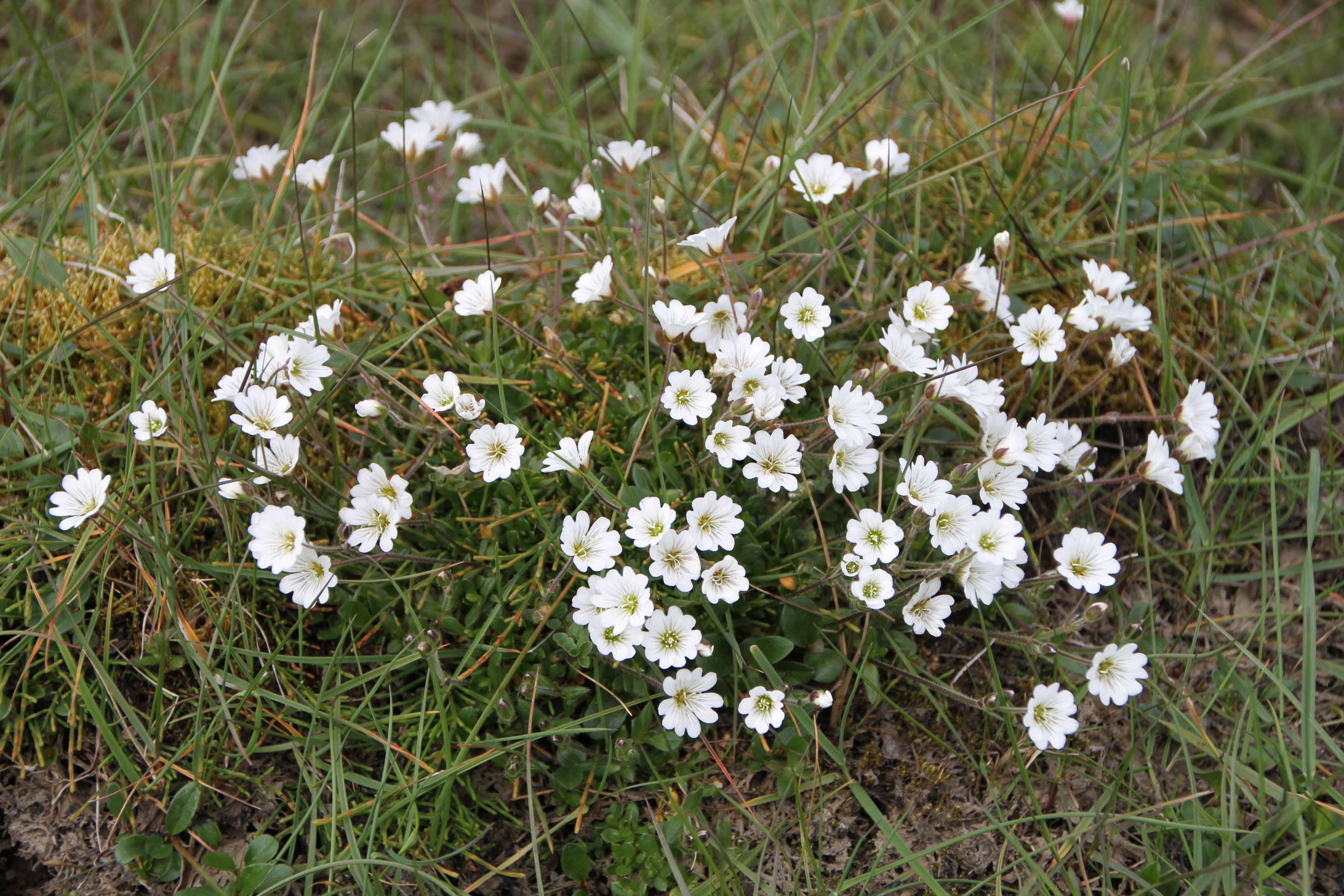
Stellaria crassipes

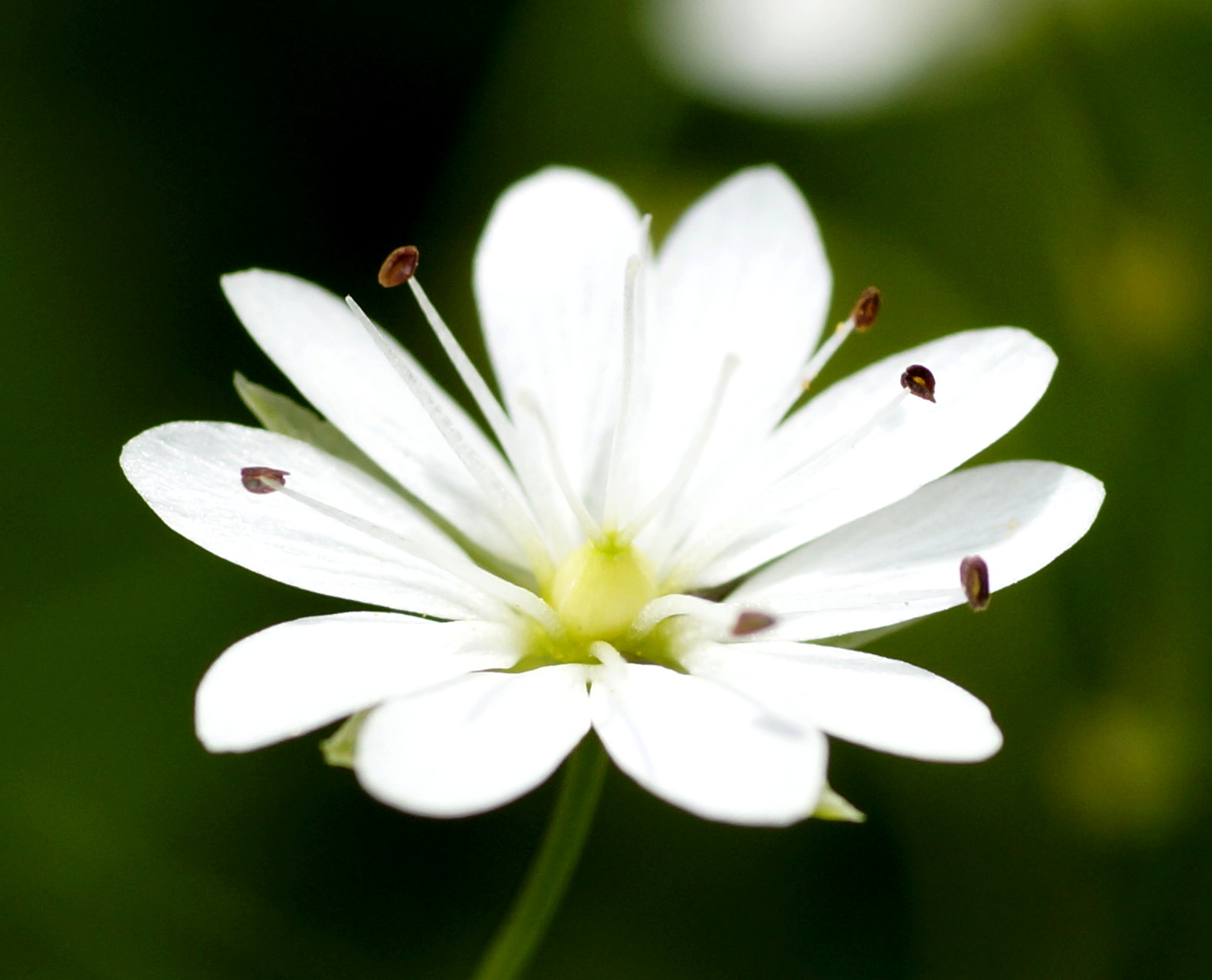
Stellaria graminea

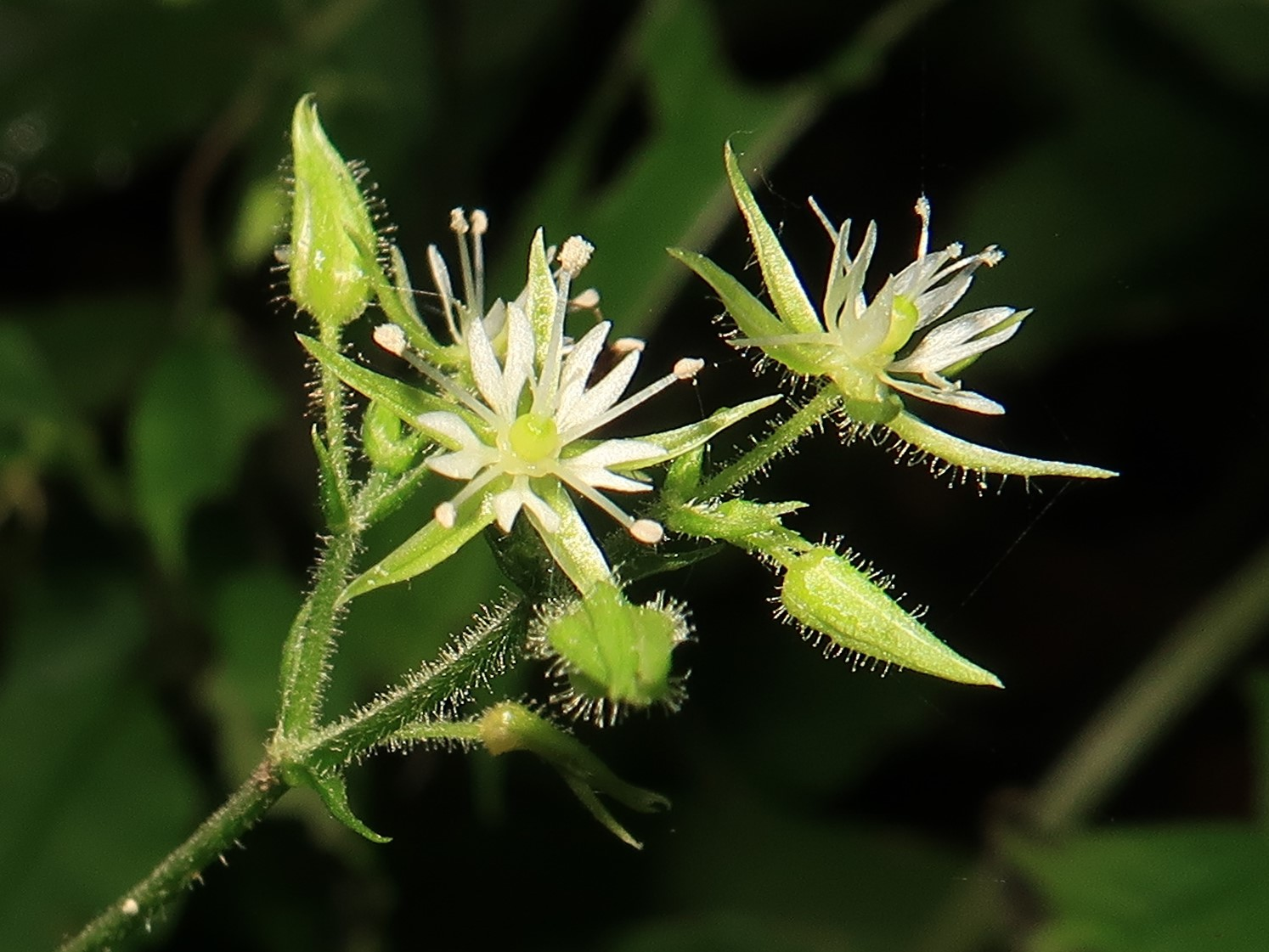
Stellaria monosperma

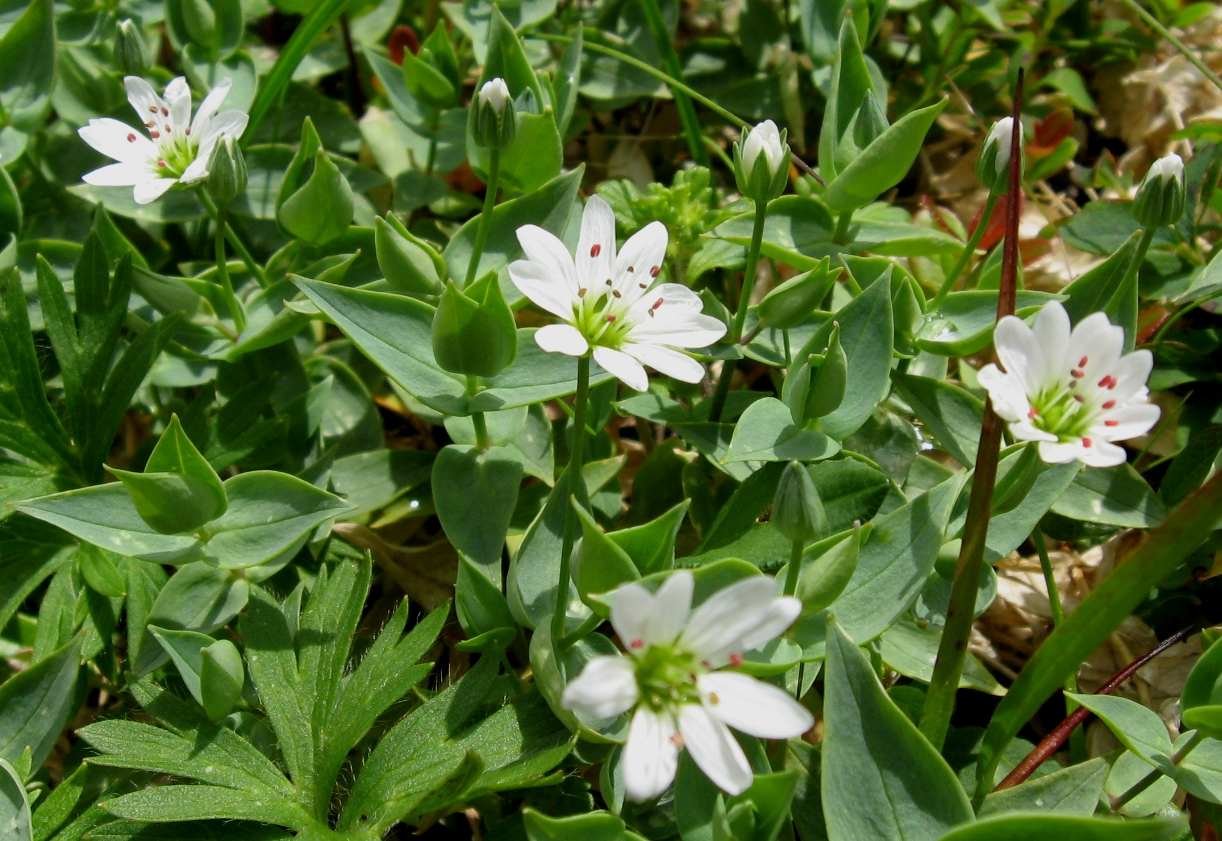
Stellaria ruscifolia

A csillaghúr (Stellaria) a szegfűvirágúak (Caryophyllales) rendjébe, ezen belül a szegfűfélék (Caryophyllaceae) családjába tartozó nemzetség.

## Rendszerezés
A nemzetségbe az alábbi 121 faj tartozik:
- Stellaria alaschanica Y.Z. Zhao
- Stellaria alaskana Hultén
- Stellaria alsinoides Boiss. & Buhse
- Stellaria amblyosepala Schrenk ex Fisch. & C.A. Mey.
- Stellaria americana (Porter ex B.L. Rob.) Standl.
- Stellaria antillana Urb.
- Stellaria antoniana Volponi
- Stellaria aphanantha Griseb.
- Stellaria aphananthoidea Muschl.
- vízi csillaghúr (Stellaria aquatica) (L.) Scop. - korábban Myosoton aquaticum
- Stellaria arenarioides Shi-L. Chen, Rabeler & Turland
- Stellaria arisanensis (Hayata) Hayata
- Stellaria arvalis Phil.
- Stellaria bistyla Y.Z. Zhao
- Stellaria borealis Bigelow
- Stellaria brachypetala Bunge
- Stellaria bungeana Fenzl
- Stellaria calycantha (Ledeb.) Bong.
- Stellaria celsa Ravenna
- Stellaria cherleriae (Fisch. ex Ser.) F.N. Williams
- Stellaria chilensis Ped.
- Stellaria chinensis Regel
- Stellaria ciliatisepala Trautv.
- Stellaria circinata Ravenna
- Stellaria concinna Ravenna
- Stellaria congestiflora H. Hara
- Stellaria corei Shinners
- Stellaria crassifolia Ehrh.
- Stellaria crassipes Hultén
- Stellaria crispa Cham. & Schltdl.
- Stellaria cryptopetala Griseb.
- Stellaria cuspidata Willd. ex Schltdl.
- Stellaria debilis d'Urv.
- Stellaria decumbens Edgew.
- Stellaria delavayi Franch.
- Stellaria depressa Em. Schmid
- Stellaria dianthifolia F.N. Williams
- Stellaria dichotoma L.
- Stellaria dicranoides (Cham. & Schltdl.) Fenzl
- Stellaria discolor Turcz.
- Stellaria ebracteata Kom.
- Stellaria elatinoides Hook.f.
- Stellaria emirnensis Danguy
- Stellaria fennica (Murb.) Perfil.
- Stellaria filicaulis Makino
- Stellaria fischerana Ser.
- Stellaria fontinalis (Short & R. Peter) B.L. Rob.
- pázsitos csillaghúr (Stellaria graminea) L.
- Stellaria gyangtseensis F.N. Williams
- Stellaria gyirongensis L.H. Zhou
- Stellaria hebecalyx Fenzl
- Stellaria henryi F.N. Williams
- Stellaria hippoctona Klokov
- olocsáncsillaghúr (Stellaria holostea) L. - típusfaj
- Stellaria humifusa Rottb.
- Stellaria imbricata Bunge
- Stellaria infracta Maxim.
- Stellaria irazuensis Donn.Sm.
- Stellaria irrigua Bunge
- Stellaria laevis (Bartl.) Rohrb.
- Stellaria lanata Hook. f.
- Stellaria lanceolata Poir.
- Stellaria lanipes C.Y. Wu & H. Chuang
- Stellaria littoralis Torr.
- Stellaria longifolia Muhl. ex Willd.
- Stellaria longipes Goldie
- Stellaria mainlingensis L.H. Zhou
- Stellaria mannii Hook.f.
- Stellaria martjanovii Krylov
- tyúkhúr (Stellaria media) (L.) Vill.
- Stellaria monosperma Buch.-Ham. ex D. Don
- Stellaria montioides (Edgew. & Hook. f.) Ghaz.
- Stellaria neglecta Weihe
- erdei csillaghúr (Stellaria nemorum) L.
- Stellaria nepalensis Majumdar & Vartak
- Stellaria nipponica Ohwi
- Stellaria nitens Nutt.
- Stellaria nubigena Standl.
- Stellaria obtusa Engelm.
- Stellaria omeiensis C.Y. Wu & Y.W. Cui ex P. Ke
- Stellaria ovata Willd. ex Schltdl.
- Stellaria ovatifolia (M. Mizush.) M. Mizush.
- Stellaria oxycoccoides Kom.
- Stellaria pallida (Dumort.) Crép.
- Stellaria palustris Ehrh. ex Retz.
- Stellaria parva Pedersen
- Stellaria parviflora Banks & Sol. ex Hook. f.
- Stellaria parviumbellata Y.Z. Zhao
- Stellaria patens D. Don
- Stellaria pedersenii Volponi
- Stellaria persica Boiss.
- Stellaria petiolaris Hand.-Mazz.
- Stellaria petraea Bunge
- Stellaria pilosoides Shi-L. Chen, Rabeler & Turland
- Stellaria poeppigiana Rohrb.
- Stellaria porsildii C.C. Chinnappa
- Stellaria pubera Michx.
- Stellaria pusilla Em. Schmid
- Stellaria radians L.
- Stellaria recurvata Willd. ex Schltdl.
- Stellaria reticulivena Hayata
- Stellaria ruscifolia Pall. ex Schltdl.
- Stellaria salicifolia Y.W. Cui ex P. Ke
- Stellaria sennii Chiov.
- Stellaria soongorica Roshev.
- Stellaria souliei F.N. Williams
- Stellaria strongylosepala Hand.-Mazz.
- Stellaria subumbellata Edgew.
- Stellaria tibetica Kurz
- Stellaria turkestanica Schischk.
- Stellaria uda F.N. Williams
- Stellaria uliginosa Murray
- Stellaria umbellata Turcz.
- Stellaria venezuelana Steyerm.
- Stellaria vestita Kurz
- Stellaria zangnanensis L.H. Zhou
- Stellaria webbiana (Benth. ex G. Don) Edgew. & Hook. f.
- Stellaria weddellii Pedersen
- Stellaria winkleri (Briq.) Schischk.
- Stellaria wushanensis F.N. Williams
- Stellaria yunnanensis Franch.